# Haruki Kurosawa
Haruki Kurosawa (黒澤 治樹, Kurosawa Haruki), né le 26 septembre 1977 à Shizuoka est un pilote automobile japonais. Il compte notamment six participations aux 24 Heures du Mans, entre 2004 et 2012.

## Carrière
En 2002, il participe au championnat JGTC au volant d'une Mclaren F1 GTR.
En 2004, il participe pour la première fois aux 24 Heures du Mans. Au volant d'une Porsche 911 GT3 RSR (996), il se classe au douzième rang du classement général,.
En avril 2016, à Okayama, il remporte la première course de l'histoire de la Mercedes-AMG GT3 en championnat Super GT. Au mois de juillet, il dispute sa centième épreuve en Super GT.